# مسمومیت نیکوتین
مسمویت نیکوتین وضعیتی است که علائم اثرات سمی نیکوتین که بر اثر بلعیدن، استنشاق یا تماس پوستی به وجود می‌آید. این مسمومیت می‌تواند کشنده باشد؛ با این وجود بیش‌مصرفی‌های جدی و مهلک به ندرت پیش می‌آیند. از نظر تاریخی بیشتر موارد مسمویت نیکوتین نتیجه استفاده نیکوتین به عنوان حشره‌کش بوده‌است. موارد مسمویت معمولاً به شکل بیماری تنباکوی سبز ظاهر می‌شوند یا به علت بلعیدن غیرعمدی تنباکو یا محصولات تنباکو یا مصرف گیاهان حاوی نیکوتین به وجود می‌آید.
کتب پزشکی، پایگاه‌های داده و دفترچه‌های ایمنی همواره خاطرنشان کرده‌اند که مقدار کشندهٔ نیکوتین برای بزرگسالان ۶۰ میلی‌گرم یا کمتر (بازهٔ ۳۰ تا ۶۰ میلی‌گرم) می‌باشد اما داده‌های غافلگیرکننده ای نشان می‌دهند که بیش از نیم میلی‌گرم نیکوتین خوراکی، یک فرد بزرگسال را به کام مرگ می‌کشاند.

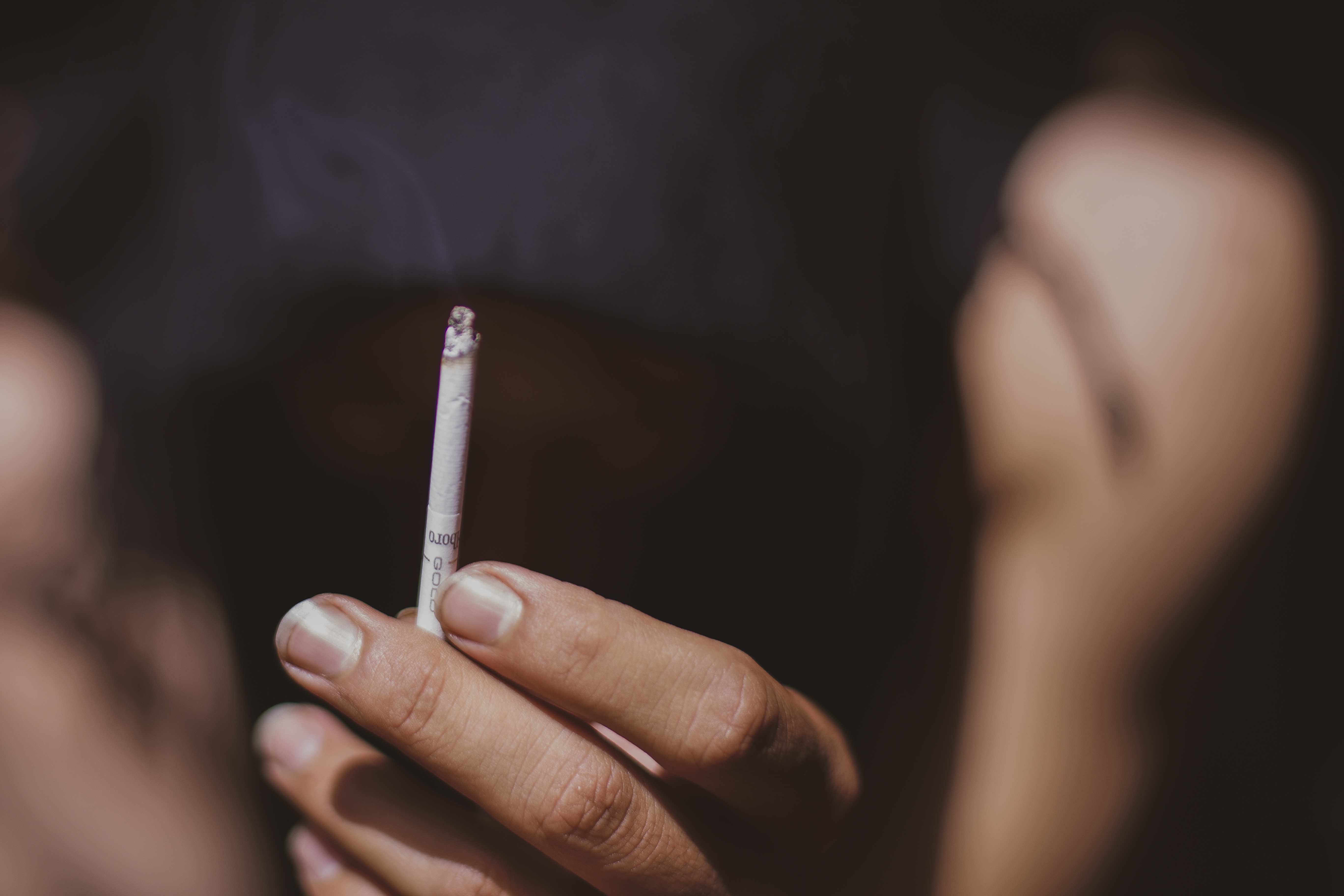
کودکان ممکن است حتی با فروبردن نیکوتین موجود در دود یک نخ سیگار نیز مسموم شوند

کودکان ممکن است حتی با فروبردن دود یک نخ سیگار هم بیمار بشوندو فروبردن دود بیش از این هم می‌تواند سبب بیماری‌های شدید برای کودک بشود. نیکوتین مایع سیگار الکترونیکی هم می‌تواند برای کودکان و نوزادان به‌واسطهٔ تماس‌پوستی یا استنشاق خطرآفرین باشد در برخی موارد کودکان با پمادهای موضعی دارویی شامل نیکوتین هم مسموم می‌شوند.
کسانی که در مزرعه به زراعت یا برداشت تنباکو مشغول هستند نیز ممکن است بیماری تنباکوی سبز (GTS) را تجربه کنند. این بیماری نوعی مسمویت نیکوتین است که به دلیل تماس پوستی با برگ‌های خیس تنباکو به وجود می‌آید. این بیماری عموماً در میان کشاورزان جوان‌تری که تجربه کمتری در زراعت تنباکو دارند پیش می‌آید.

## نشانه‌ها و علائم

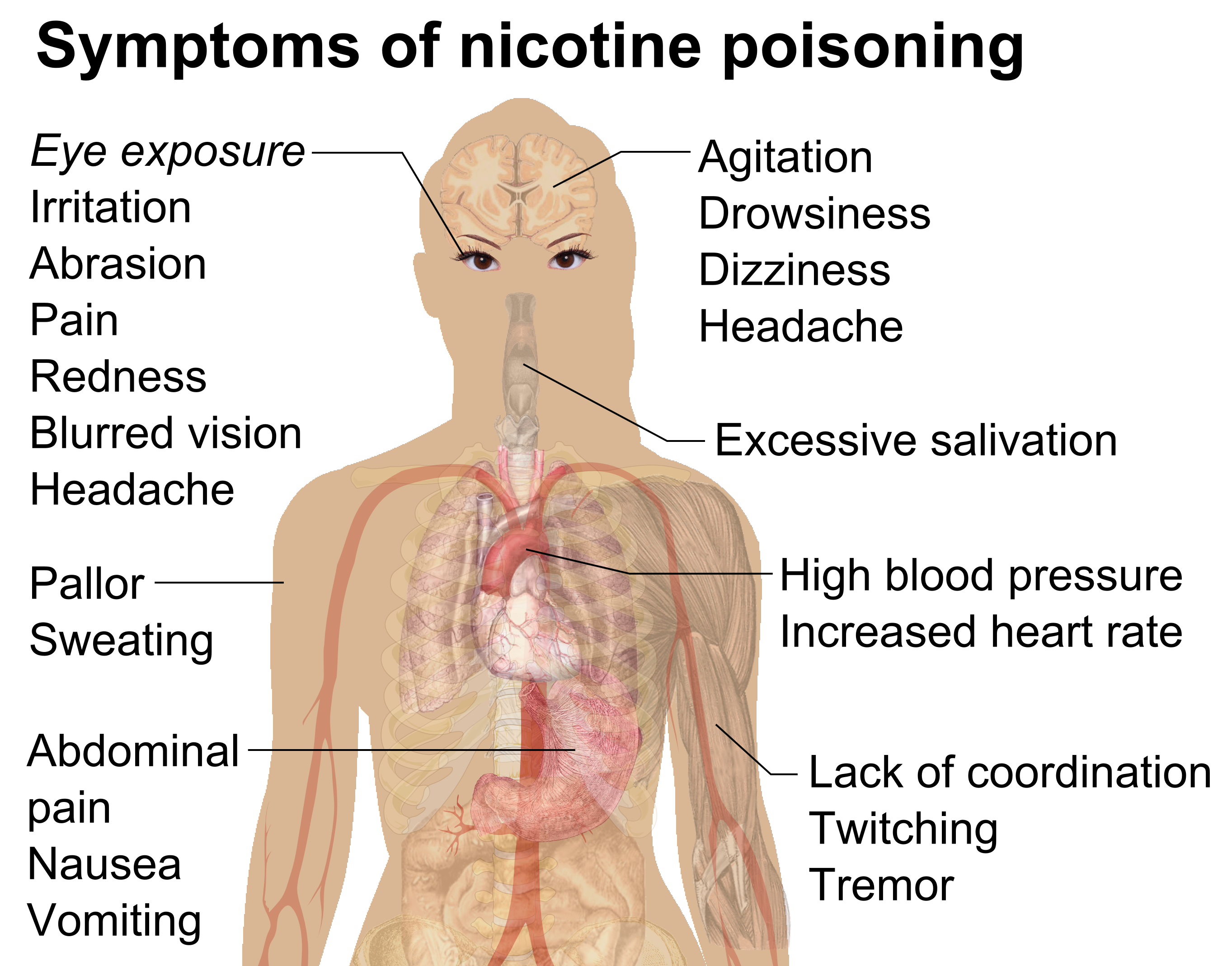
علائم مسمویت نیکوتین مرتبط به سیگار الکترونیکیs.

علائم مسمویت نیکوتین در دو مرحله ظاهر می‌شوند. علائم مرحلهٔ اولیه در اصل به خاطر اثرات تحریک کننده به وجود می‌آیند و شامل حالت تهوع و استفراغ، افزایش بزاق دهان، دل‌درد، رنگ‌پریدگی، فشار خون بالا، تپش قلب، آتاکسی، رعشه، سردرد، سرگیجه، پرش عضلانی و تشنج می‌باشد. بعد از مرحلهٔ تحریک‌کنندهٔ اولیه ممکن است یک دورهٔ تحلیل‌رفتن رخ دهد که می‌تواند شامل فشار خون پایین و کندتپشی، کاهش عملکرد سیستم عصبی مرکزی، کما، ضعف عضلانی یا فلجی همراه با تنگی نفس یا نارسایی تنفسی
باشد.
از اول سپتامبر ۲۰۱۰ تا سی‌ویکم دسامبر ۲۰۱۴، ۲۱٬۱۰۶ مورد تماس به مرکز کنترل مسمومیت‌های ایالات متحده دربارهٔ مسمویت سیگارهای سنتی گرفته شده‌است. در حین این دورهٔ زمانی ده عارضهٔ جانبی که مکرراً در موارد مسمویت سیگارهای سنتی تکرار شده به شرح زیر بوده‌است:
| مورد مسمویت | درصد شیوع |
| استفراغ     | ۸۰٪       |
| حالت تهوع   | ۹٫۲٪      |
| خواب‌آلودگی  | ۷٫۸٪      |
| سرفه        | ۷٫۲٪      |
| برانگیختگی  | ۶٫۶٪      |
| رنگ‌پریدگی   | ۳٪        |
| تپش‌قلب      | ۲٫۵٪      |
| تعریق       | ۱٫۵٪      |
| سرگیجه      | ۱٫۵٪      |
| اسهال       | ۱٫۴٪      |

همچنین ۹۵٪ تماس‌های مسمویت سیگارهای سنتی مربوط به کودکان ۵ سال یا کوچکتر بوده و عموماً برای رسیدگی به یک تأثیر جزئی تماس گرفته‌اند.
بخشی از تماس‌های مرکز کنترل مسمومیت‌ها مربوط به قرارگیری در معرض سیگار الکترونیکی هستند که استنشاق، قرارگیری چشم و پوست در معرض آلودگی یا فروبردن دود در حلق را در بر می‌گیرد. این تماس‌ها مربوط به هر دو قشر کودکان و بزرگسالان می‌شود.
عوارض جانبی در سه سطح جزئی، متوسط و جدی دامنگیر کودکان و بزرگسالان می‌شود. عوارض جزئی مرتبط با نیکوتین مایع سیگار الکترونیکی عبارتند از تپش‌قلب، رعشه، درد سینه و فشارخون.
آثار جدی تر عبارتند از: کندتپشی، افت فشارخون، حالت تهوع، نارسایی تنفسی، فیبریلاسیون دهلیزی و تنگی‌نفس. علت اصلی ارتباط میان این علائم و سیگار الکترونیکی هنوز به‌طور کامل شناخته نشده‌است.
۵۸ درصد تماس‌های مربوط به مسمویت سیگارهای الکترونیکی به مرکز کنترل مسمویت آمریکا مرتبط با کودکان ۵ ساله یا کوچک‌تر بوده‌است.شانس بیشتری وجود داشت تا یکی از مسمومیت‌های تماس‌های مربوط به سیگار الکترونیکی یک تأثیر مضر بوده و در دسته‌بندی متوسط یا جدی قرار گیرد. با این حال بیشتر این تماس‌ها گزارش یک تأثیر جزئی بوده‌اند.
از اول سپتامبر ۲۰۱۰ تا سی‌ویکم دسامبر ۲۰۱۴، دستکم ۵۹۷۰ تماس مرتبط با مسمویت سیگار الکترونیکی به مراکز کنترل مسمومیت‌های ایالات متحده متصل شده‌است. در این دوره ۱۰ اثر مرتبط با نیکوتین مایع یا خود سیگار الکترونیکی که مکرراً تکرار شده به شرح زیر است:
| مورد مسمویت       | درصد شیوع |
| استفراغ           | ۴۰٫۴٪     |
| درد یا تحریک چشم  | ۲۰٫۳٪     |
| حالت تهوع         | ۱۶٫۸٪     |
| قرمزی یا تورم چشم | ۱۰٫۵٪     |
| سرگیجه            | ۷٫۵٪      |
| تپش قلب           | ۷٫۱٪      |
| خواب‌آلودگی        | ۷/۱٪      |
| برانگیختگی        | ۶٫۳٪      |
| سردرد             | ۴٫۸٪      |
| سرفه              | ۴٫۵٪      |

## سم‌شناسی
متوسط مقدار کشنده نیکوتین برای موش صحرایی ۵۰ میلی‌گرم به ازای هر کیلوگرم و برای موش ۳ میلی‌گرم به ازای هر کیلوگرم است. ۰٫۵تا ۱ میلی‌گرم به ازای هر کیلوگرم برای یک انسان بزرگسال و ۰٫۱ میلی‌گرم به ازای هر کیلوگرم برای یک کودک می‌تواند مقداری کشنده باشد. با این حال مقدار نیم تا یک میلی‌گرم به ازای هر کیلوگرم بعنوان مقدار متوسط کشنده انسان در بررسی‌های دوبارهٔ سال ۲۰۱۳ مورد سؤال قرار گرفت. با توجه به مستندات موجود از مواردی از انسان‌هایی که با مصرف مقادیر بالاتر زنده مانده بودند بررسی دوبارهٔ سال ۲۰۱۳ بر این مقادیر اصلاحیه ای ارائه کرد: ۵۰۰ تا ۱۰۰۰ میلی‌گرم در حالت خوراکی برابر است با ۶٫۵ تا ۱۳ میلی‌گرم بر کیلوگرم در حالت استنشاق و هر دو موجب مرگ می‌شوند
فروبردن تصادفی ۶ میلی‌گرم نیکوتین در حلق برای کودکان نیز می‌تواند کشنده باشد.
بعید به نظر می‌رسد که شخصی تنها از راه سیگار کشیدن بیش‌مصرفی نیکوتین کند. سازمان غذا و داروی آمریکا(FDA) در سال ۲۰۱۳ اظهار داشت:
هیچ نگرانی ایمنی قابل‌توجهی در رابطه با مصرف بیش از یک داروی جایگزین نیکوتین بدون نسخه یا این دارو به همراه یک محصول حاوی نیکوتین دیگری وجود ندارد.
فروبردن داروهای نیکوتین دار یا محصولات تنباکو یا گیاهان حاوی نیکوتین در حلق نیز ممکن است به مسمومیت منجر شود.
استعمال بیش از اندازه تنباکو نیز ممکن است به مسمویت بینجامد، در یک مورد گزارش شده دو برادر به ترتیب ۱۷ و ۱۸ پیپ تنباکو را استعمال کردند و هردو به شکل مهلکی مسموم شدند. ریختن غلظت بالای نیکوتین روی پوست هم می‌تواند مسمویت یا حتی مرگ را در برد داشته باشد، در این حالت نیکوتین به واسطهٔ تماس پوستی از پوست عبور می‌کند و وارد جریان خون می‌شود.
افزایش مصرف اخیر سیگارهای الکترونیکی در انواع متنوع که به شکلی طراحی می‌شوند که می‌توان دوباره آنها را با یک مایع حاوی نیکوتین به نام "e-liquid" که در بطری‌های کوچک پلاستیکی تأمین می‌شود دوباره پر کرد مقدار بیش‌مصرفی‌های نیکوتین افزایش داده‌است. این امر مخصوصاً در میان کودکان جوانی که ممکن است مایعات این بطری‌ها را اشتباهاً مصرف کنند به چشم می‌خورد. یک گزارش بهداشت عمومی انگلستان از یک گزارش تأیید نشده روزنامه مبنی بر مسمومیت مرگبار یک کودک دوساله در اثر مصرف "e-liquid" نقل کرده همچنین این گزارش به دو گزارش منتشر شده دیگر از مسمومیت‌های کودکان همسن این کودک و استفراغ کودکان پس از بهبودی خبر داده‌است. آنها همچنین به گزارش‌هایی از خودکشی بزرگسالان در اثر نوشیدن این مایعات حاوی ۱۵۰۰ میلی‌گرم یا بیشتر از نیکوتین اشاره کرده‌اند.آنها به واسطه استفراغ کردند بهبود یافتند اما این مقدار(۱۰٬۰۰۰ میلی‌گرم) از فروبردن نیکوتین از نظر کشندگی معادل با تزریق همین مقدار است. آنها همچنین اذعان داشتند که به نظر می‌رسد از مسمومیت‌های جدی نیکوتین به کمک مسمویت با مقدارهای کمتر و حالت تهوع و استفراغ و توقف افراد از مصرف بیشتر جلوگیری می‌شود.
چهار بزرگسال در اروپا و آمریکا بر اثر بلعیدن مایع حاوی نیکوتین از بین رفتند. دو کودک نیز به شکل مشابهی یکی در سال ۲۰۱۴ در ایالات متحده و دیگری در ۲۰۱۳ در اسرائیل مردند.
اختلاف نظرهایی میان مقدار ۶۰-میلی‌گرم و موارد منتشر شده مسمویت نیکوتین در گذشته مورد مناقشه قرار گرفته اما با این وجود این مقدار همچنان در تمام دنیا ۵۰۰ میلی‌گرم قبول شده‌است.

## پاتوفیزیولوژی
علائم مسمویت نیکوتین ناشی از آثار کولینرژیک وابسته به نیکوتین است. نیکوتین یک مادهٔ آگونیست برای گیرنده‌های نیکوتین استیل‌کولین است که در دستگاه عصبی مرکزی و دستگاه عصبی خودگردان و تماس عصبی-ماهیچه‌ای وجود دارد. در مقدارهای کم نیکوتین باعث اثر تحریک کننده بر روی این گیرنده‌ها می‌شود. با این حال مقادیر بیشتر یا قرارگیری پایدار در معرض نیکوتین می‌تواند موجب اثر بازدارنده و انسداد عصبی-عضلانی شود.
بعضاً گزارش شده که افرادی در معرض مسمویت ارگانوفسفات حشره کش قرار گرفته‌اند علائم مشابهی با مسمویت نیکوتین را تجربه کرده‌اند. گاز ارگانوفسفات یک آنزیم به نام استیل کولین استراز را از بین می‌برد که موجب تولید استیل کولین شده و در نهایت به تحریک بیش از اندازه کولینرژیک‌ها و گسترهٔ عظیمی از علائم مسمویت می‌انجامد. نیکوتین تنها بر گیرنده‌های کولینرژیک نیکوتین اثر در دارد و تمامی آثار مسمویت ارگانوفسفات را در برندارد.

## تشخیص
افزایش نیکوتین یا کوتین (نمونه دگرگشت یافتهٔ نیکوتین) در خون، ادرار یا سرم نشان می‌دهد که غلظت نیکوتین افزایش می‌یابد.

## درمان
درمان اولیه مسمویت نیکوتین ممکن است شامل تصفیهٔ کربن فعال به‌خاطر تلاش برای کاهش جذب توسط دستگاه گوارش شود. درمان عمدتاً کمک‌کننده است بعلاوه اینکه مراقبت می‌تواند شامل کنترل تشنج با استفاده از داروی بنزودیازپین، تزریق مایعات برای جلوگیری از افت فشارخون و استفاده از آتروپین برای کندتپشی باشد. نارسایی تنفسی ممکن است نیاز به پشتیبانی تنفسی با القای سریع بیهوشی و تنفس مکانیکی (نوعی تنفس مصنوعی) داشته باشد. همودیالیز، هموپرفیوژن و دیگر راه‌های خارج از بدن نیکوتین را از خون خارج نمی‌کنند و از این رو برای دفع سموم مناسب نیستند. اسیدی کردن ادرار از نظر تئوری می‌تواند نیکوتین را دفع کند. با این حال، این روش توصیه نمی‌شود زیرا ممکن است عوارضی مانند اسیدوز متابولیک راه به وجود بیاورد.

## پیش‌بینی
پیش‌بینی معمولاً زمانی خوب است که مراقبت پزشکی ارائه شده و بیماران به اندازه کافی مورد درمان قرار بگیرند، بعید نیست که بیماران بازماند بلند مدتی داشته باشند. با این حال بیمارانی که به شدت تحت تأثیر تشنج طولانی مدت یا تنگی نفس بوده‌اند ممکن است اختلالات مداوم ثانویه ای داشته باشند که به کمبود اکسیژن منجر شود. بیان شده‌است که اگر بیماری ۴ ساعت اولیه مسمویت به نیکوتین بگذراند معمولاً به شکل کامل بازیابی می‌کند. حداقل مراحل معمولی زمانی است که نیکوتین در بدن بین یک تا دو ساعت (نیمه‌عمر نیکوتین) از بین برود. کوتونین که یک متابولیت فعال از نیکوتین است به مدت ۱۸ الی ۲۰ ساعت در خون باقی می‌ماند و به همین دلیل بررسی آن آسان‌تر است چرا که نیمه‌عمر آن از نیکوتین بلندتر است.